# Erebus gemmoides
Erebus gemmoides är en fjärilsart som beskrevs av Embrik Strand 1914. Erebus gemmoides ingår i släktet Erebus och familjen nattflyn. Inga underarter finns listade i Catalogue of Life.